# Osmia madeirensis
Osmia madeirensis är en biart som beskrevs av Van der Zanden 1991. Osmia madeirensis ingår i släktet murarbin, och familjen buksamlarbin. Inga underarter finns listade i Catalogue of Life.